# 颜良
顏良（？—200年），東漢末期河北名將，徐州琅邪臨沂（今山東省臨沂縣）人。早年已跟隨袁紹東征西討，屢立戰功，因此深受其信任，與文醜同為袁紹麾下大將，後於白馬之戰中被曹軍擊敗並被關羽斬殺。

## 生平
河北軍閥袁紹的手下猛將，有威名。顏良與文醜一起作為袁紹軍隊的勇將而聞名，孔融曾以顏良、文醜作為袁紹軍隊的武將代表勸諫曹操小心他們。
200年，袁紹、曹操於官渡交戰。開戰時，謀士沮授勸諫袁紹「顏良性急不可單獨任用」，但是袁紹仍以顏良進攻單獨守護白馬的曹將劉延。（《後漢書·袁紹傳》，《三國志·武帝紀》中顏良是與郭圖、淳于瓊一起進攻。）
面對這個形勢，曹操採納了謀士荀攸的建議，扮作偷襲袁紹軍隊的後方，率軍先佯裝在延津渡河，誘使袁紹分兵延津，然後，輕兵急進，奔襲白馬，攻其不備。袁軍因為打算防禦進攻的曹軍，顏良的部隊因而孤立地作戰。此時曹軍趁機引兵向白馬疾進，及距白馬十餘里時，顏良大為震驚，倉促迎戰。曹操派將軍張遼為先鋒率先進擊。這時，張遼推荐當時被曹操俘虜的關羽同為先鋒，關羽作為援軍被派遣而跟顏良碰上。據《三國志·關張馬黃趙傳》所載，關羽望見顏良的帥旗後，即單人匹馬殺入敵陣，將其刺死並割下頭顱返回，顏良手下將士因懼怕無人敢擋。曹操亦乘勢揮令大軍衝殺，袁軍因主帥之死而大敗潰散，白馬之圍遂解。
之前曹操觉得关羽无心久留，让张辽试探。关羽说自己受厚恩于刘备，不会背弃，也知道曹操厚待自己，决定立功报答曹操再离开。当时刘备依附袁绍。关羽斩杀颜良后，曹操上表为他表功，封汉寿亭侯；因知道他一定会离开，重加赏赐，但关羽将曹操的赏赐全部留下，投奔袁绍军与刘备会合。

## 艺术形象及後世記載
基本上，顏良除了在以史書《三國志》為藍本的《三國演義》這本小說出現過以外，還曾在紀曉嵐所寫的志怪小說《閱微草堂筆記》中，提到其作祟的事情。

### 《三國演義》
於討董戰役的汜水關之戰中第一次被提及姓名，於華雄斬殺聯軍數位將領時，因顏良、文醜催軍未回，使袁紹頗為華雄的猖狂而歎息，袁紹乃說：「可惜吾上將顏良、文醜未至。得一人在此，何懼華雄！」當孫堅私藏玉璽被袁紹識破時，顏良、文醜兩人首次出現並與程普、黃蓋、韓當等人拔劍掣刀相對，雙方不相伯仲。袁紹計奪冀州時，顏良力斬欲行刺袁紹的韓馥部將耿武，保護了袁紹；隨後又與文醜為先鋒，消滅公孫瓚的軍隊，平定了河北；白馬之戰時，顏良統十萬精兵，大破曹將劉延於白馬。劉延屢次告急，曹操派十五萬軍隊兵分三路解白馬之圍。曹操親率五萬迎戰顏良，但手下將士均被顏良部下精兵整齊的陣勢所震懾。及後顏良相繼斬殺與其單挑的曹操屬下武將魏續和宋憲，而且只花二十回合就擊退曹營的猛將徐晃，使得曹軍諸將栗然，雙方休戰。驚慌失措的曹操在謀士程昱建議下派遣降將關羽出戰對付顏良。次日，顏良軍列好陣，關羽陪曹操坐在小山頂向下看，遠遠看見了顏良所乘戎車的麾蓋。關羽立即跨上赤兔馬全速衝入袁軍，由於關羽座下的赤兔馬太快，顏良還來不及反應做戰鬥準備就被關羽斬殺。顏良死後，袁軍士氣大損，陷入混亂，為曹操提供了進攻的機會。最後曹操在白馬之戰中獲勝，大破袁軍。
關於演義中顏良的死因：“只因玄德臨行語，致使英雄束手亡。”這句話被放入除毛本外的各古本演義的讚詩中，其中除黃正甫本只有贊詩外，嘉靖本和湯賓尹本，餘象鬥本，朱鼎臣本皆有文字說明，朱本和余本似乎非為小字，其餘兩個版本為小字，文字為【原來顏良辭袁紹時，劉玄德曾暗囑曰： “吾有一弟，乃關雲長也，身長九尺五寸，須長一尺八寸，面如重棗，丹鳳眼，臥蠶眉，喜穿綠錦戰袍，騎黃驃馬，使青龍大刀，必在曹操處。如見他，可教急來。”因此顏良見關公來，只道是他來投奔，故不准備迎敵，被關公斬於馬下。 】，且在顏良被殺之前，各版本皆有顏良想要問話的描述，毛本為方欲問時，黃本和湯本，朱本為卻欲問之，嘉靖本為恰欲問之。甚至在古典戲曲《白馬坡》中亦有顏良出戰前劉備與顏良談話的情節，可見在作者羅貫中原意的《三國演義》中顏良之死是由於劉備囑託而不做和關羽戰鬥的準備從而被殺。

### 《萬姓統譜》
《萬姓統譜》卷二十六記載顏良：「新河（冀州安平郡堂陽縣）人，少聰敏，才氣宏達，比壯驍勇善謀，為鄉老所推，漢末為袁紹將，屢有戰功，後為關羽所刺。」

### 《閱微草堂筆記》
紀昀所著的閱微草堂筆記中，曾針對以下傳說進行了批判，認為不可信：
位於黃河的二岸分別設有祭祀郭子儀和顏良的寺廟。當時，有在離祭拜顏良的廟宇十五里之內，不准設置關羽廟的這種禁忌。但有個縣令不信邪，在顏良廟的廟會上點了一齣三國的雜劇戲碼，然後就突然颳起一陣狂風，捲起了蘆棚，從空中墜下，有戲子因而死亡。其後，方圓十五里內瘟疫大作，死了許多人與家畜，縣令本人亦差點重病致死。

### 動漫作品
- 三國志
- 三國演義
- 《橫山光輝三國志》（橫山光輝）
- 《蒼天航路》（王欣太）
- 《火鳳燎原》（陳某）

### 影视形象
- 中國太原电视台電視劇《關公》（1993年）：温定龙
- 中國中央電視台電視劇《三國演義》（1994年）：谢加起
- 中国中央电视台电视剧《武圣关公》（2004年）：孟耿成
- 中國電視劇《三国》（2010年）：李旭
- 電影《關雲長》（2011年）：钱小豪
- 电视剧《曹操》（2014年）：金平龙

## 评价
- 孔融：“颜良、文丑，勇冠三军。”（《三国志·卷十·魏书十·荀彧荀攸贾诩传第十》）
- 荀彧：“颜良、文丑，一夫之勇耳，可一战而禽也。”（《三国志·卷十·魏书十·荀彧荀攸贾诩传第十》）
- 沮授：“良性促狭，虽骁勇不可独任。”（《三国志·卷六·魏书六·董二袁刘传第六》）
- 颜之推：“齐有颜涿聚，赵有颜最，汉末有颜良，宋有颜延之，并处将军之任，竟以颠覆。”（《颜氏家训·诫兵篇》）
- 陆游：“颜良文丑知何益，关羽张飞死可伤。等是人间号骁将，太山宁比一毫芒。”（读史）